# Hilchenbach
Hilchenbach [ˈhɪlçn̩ˌbaχ] – miasto w Niemczech, położone w kraju związkowym Nadrenia Północna-Westfalia, w rejencji Arnsberg, w powiecie Siegen-Wittgenstein. W 2010 roku liczyło 15 520 mieszkańców.

## Współpraca
Miejscowości partnerskie:
- Arendsee (Altmark), Saksonia-Anhalt
- Ruinen, Holandia
- Seiffen/Erzgeb., Saksonia